# Agonista

Diagram pokazujący sposób i natężenie odpowiedzi w zależności od rodzaju substancji chemicznej i jej stężenia (full agonist – pełny agonista; partial agonist – częściowy agonista; neutral antagonist – neutralny antagonista; inverse agonist – odwrotny agonista)

Agonista (l.m. agonisty) – substancja łącząca się z receptorem i powodująca reakcję w komórce. Jest przeciwieństwem antagonisty, który łącząc się z receptorem, blokuje go bez wywoływania reakcji. Antagonista blokuje receptor także przed aktywowaniem go przez agonistę.
Znane jest również pojęcie częściowego agonisty, który powoduje reakcję receptora, jednak nie tak silną jak pełny agonista. Agonisty to substancje naturalne (hormony, neurotransmitery) lub sztuczne (narkotyki, leki).